# Sewardstone
Sewardstone är en by i Essex i England. Byn ligger 34,5 km från Chelmsford. Orten har 1 038 invånare (2015).